# حلوا چشمه
حلوا چشمه یک روستا در ایران است که در دهستان قوشخانه پایین واقع شده‌است. حلوا چشمه ۴۶۳ نفر جمعیت دارد. زبان اهالی ترکی خراسانی است.